# James Donald Cameron

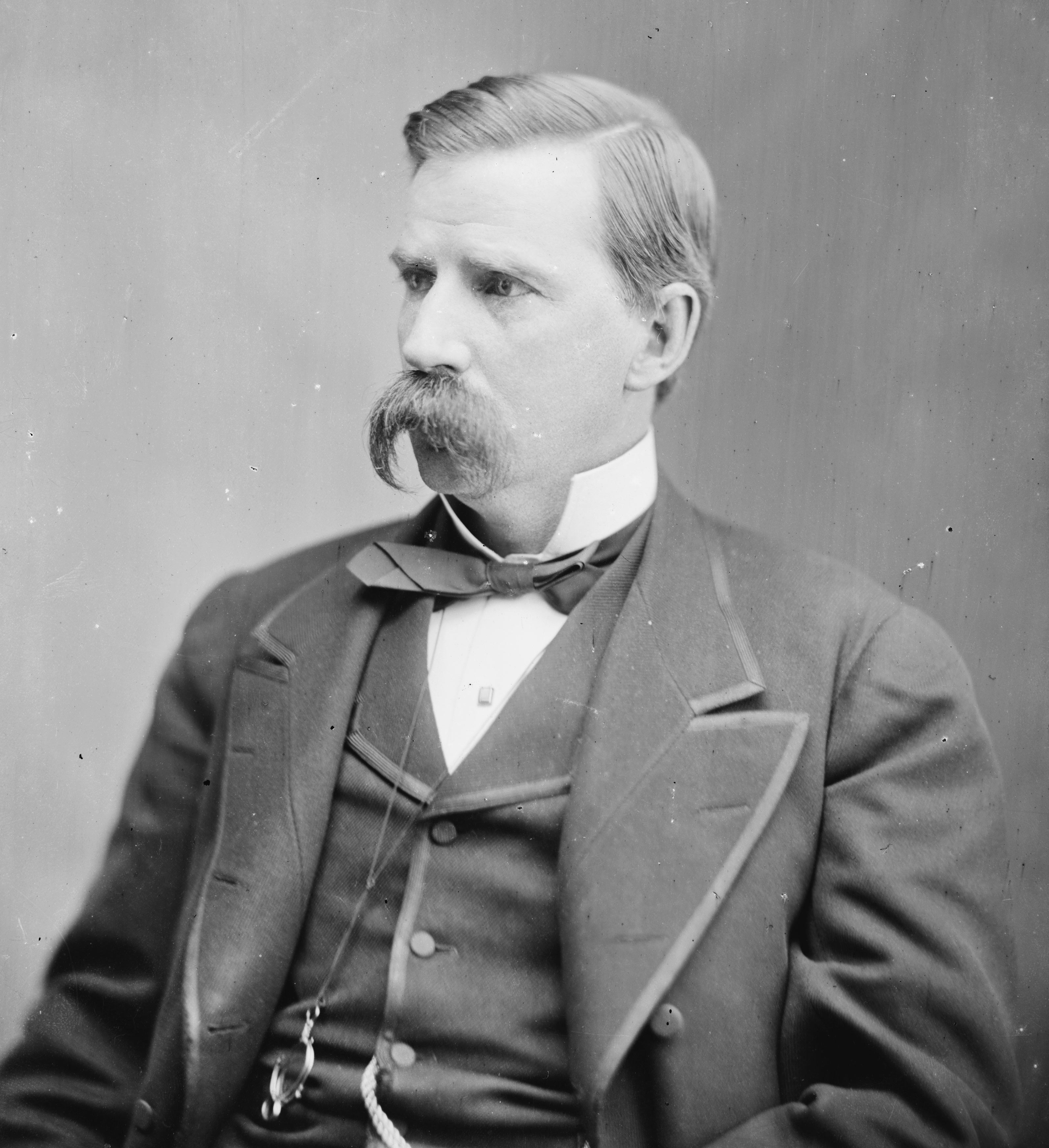
James Donald Cameron

James Donald Cameron (* 14. Mai 1833 in Middletown, Pennsylvania; † 30. August 1918 in Donegal, Pennsylvania) war ein US-amerikanischer Politiker (Republikanische Partei). Er war der Sohn von Simon Cameron.

## Leben
Cameron war zwischen 1876 und 1877 US-Kriegsminister unter Präsident Ulysses S. Grant. 1877 wurde er als Nachfolger seines Vaters erstmals für den Bundesstaat Pennsylvania in den US-Senat gewählt. 1879, 1885 und 1891 wurde er wiedergewählt und kam so bis 1897 auf eine Amtszeit von 20 Jahren. Von 1879 bis 1880 war er Vorsitzender des Republican National Committee.
Cameron war bei seinem Tod das letzte überlebende Mitglied des Grant-Kabinetts. Er wurde in Harrisburg beigesetzt.